# Ophiocaulon
Ophiocaulon je rod iz porodice Passifloraceae.
Ovaj rod još nema priznatih vrsta. Nije riješen status četiriju vrsta.